# Contee dell'Arizona

## Contee dell'Arizona
| Contee     | Capoluogo | Data di istituzione | Etimologia                                                                                            | Superficie (km²) | Abitanti  | Densità (ab./km²) | Mappa |
| ---------- | --------- | ------------------- | --- | ---------------- | --------- | ----------------- | ----- |
| Apache     | St. Johns | 24 febbraio 1879    | Apache                                                                                                | 29 056           | 71 818    | 2,47              |       |
| Cochise    | Bisbee    | 1º febbraio 1881    | Cochise, capo Apache Chiricahua e leader di una rivolta del 1861.                                     | 16 107           | 129 518   | 8,04              |       |
| Coconino   | Flagstaff | 18 febbraio 1891    | Coconino è un'antica designazione per Havasupai, Hualapai e/o Yavapai, derivata Lingua hopi Kohonino. | 48 332           | 134 421   | 2,78              |       |
| Gila       | Globe     | 8 febbraio 1881     | Gila                                                                                                  | 12 421           | 53 597    | 4,32              |       |
| Graham     | Safford   | 10 marzo 1881       | Monte Graham                                                                                          | 12 020           | 38 779    | 3,08              |       |
| Greenlee   | Clifton   | 10 marzo 1909       | Mason Greenlee, minatore e uno dei primi colonizzatori della zona di Clifton                          | 4 787            | 8 041     | 1,68              |       |
| La Paz     | Parker    | 1º gennaio 1983     | La Paz, città sul fiume Colorado                                                                      | 11 690           | 20 489    | 1,75              |       |
| Maricopa   | Phoenix   | 14 febbraio 1871    | Maricopa                                                                                              | 23 891           | 4 087 191 | 171,08            |       |
| Mohave     | Kingman   | 8 novembre 1864     | Mohave                                                                                                | 34 886           | 200 186   | 5,74              |       |
| Navajo     | Holbrook  | 21 marzo 1895       | Navajo                                                                                                | 25 795           | 112 975   | 4,38              |       |
| Pima       | Tucson    | 9 novembre 1864     | Pima                                                                                                  | 23 799           | 1 020 200 | 42,87             |       |
| Pinal      | Florence  | 1º febbraio 1875    | Pinal Peak                                                                                            | 13 919           | 340 962   | 24,5              |       |
| Santa Cruz | Nogales   | 15 marzo 1899       | Fiume Santa Cruz                                                                                      | 3 207            | 43 771    | 13,65             |       |
| Yavapai    | Prescott  | 9 novembre 1864     | Yavapai                                                                                               | 21 051           | 215 686   | 10,25             |       |
| Yuma       | Yuma      | 8 novembre 1864     | Yuma era il vecchio nome con cui venivano identificati i popoli Quechan                               | 14 294           | 195 751   | 13,69             |       |